# La Zoma
La Zoma – gmina w Hiszpanii, w prowincji Teruel, w Aragonii, o powierzchni 14,5 km². W 2011 roku gmina liczyła 22 mieszkańców.